# Johnny Watson
Johnny „Guitar“ Watson (3. února 1935 Houston, Texas – 17. května 1996 Jokohama, Japonsko) byl americký kytarista a zpěvák. V letech 1963–1994 vydal řadu sólových alb a mnoho úspěšných singlů. Podílel se na několika albech Franka Zappy; One Size Fits All (1975), Them or Us a Thing-Fish (obě 1984). Rovněž spolupracoval například s Papa John Creachem na jeho albu Inphasion z roku 1978.
Zemřel na infarkt myokardu při koncertu během turné po Japonsku.
V roce 2008 byl uveden do Blues Hall of Fame.